# Obsjtina Mezdra
Obsjtina Mezdra (bulgariska: Община Мездра) är en kommun i Bulgarien.   Den ligger i regionen Vratsa, i den västra delen av landet, 60 km nordost om huvudstaden Sofia.
Obsjtina Mezdra delas in i:
- Bodenets
- Brusen
- Vărbesjnitsa
- Gorna Kremena
- Dolna Kremena
- Dărmantsi
- Elisejna
- Zverino
- Ignatitsa
- Lik
- Ljutibrod
- Ljutidol
- Moravitsa
- Oselna
- Rebărkovo
- Ruska Bela
- Tiptjenitsa
- Tsarevets

Följande samhällen finns i Obsjtina Mezdra:
- Mezdra
- Lyutibrod

I omgivningarna runt Obsjtina Mezdra växer i huvudsak lövfällande lövskog. Runt Obsjtina Mezdra är det ganska tätbefolkat, med 52 invånare per kvadratkilometer.